# NSWRL 1922
Die NSWRL 1922 war die fünfzehnte Saison der New South Wales Rugby League Premiership, der ersten australischen Rugby-League-Meisterschaft.
1922 waren zwei Mannschaften, die North Sydney Bears und Glebe, punktgleich, weshalb erstmals seit 1916 ein Grand Final stattfand. Im Grand Final gewannen die Bears 35:3 gegen Glebe und gewannen damit zum zweiten Mal die NSWRL.

## Tabelle
|     | Team                    | Spiele | Siege | Unent. | Ndlg. | Spiel- punkte | Diff. | Tabellen- punkte |
| --- | ----------------------- | ------ | ----- | ------ | ----- | ------------- | ----- | ---------------- |
| 01. | North Sydney Bears      | 16     | 12    | 0      | 4     | 306:136       | + 170 | 28               |
| 02. | Glebe                   | 16     | 12    | 0      | 4     | 284:154       | + 130 | 28               |
| 03. | Eastern Suburbs         | 16     | 9     | 2      | 5     | 217:177       | + 40  | 24               |
| 04. | South Sydney Rabbitohs  | 15     | 9     | 1      | 5     | 207:187       | + 20  | 24               |
| 05. | Balmain Tigers          | 16     | 8     | 2      | 6     | 168:145       | + 23  | 22               |
| 06. | Western Suburbs Magpies | 16     | 6     | 0      | 10    | 164:201       | - 37  | 16               |
| 07. | Newtown Jets            | 16     | 5     | 1      | 10    | 169:200       | - 31  | 15               |
| 08. | Sydney University       | 15     | 5     | 0      | 10    | 148:287       | - 139 | 14               |
| 09. | St. George Dragons      | 16     | 2     | 0      | 14    | 140:316       | - 176 | 8                |

- Da in dieser Saison jedes Team zwei Freilose hatte, wurden nach der Saison nur normalen Punktezahl noch 4 Punkte dazugezählt.

## Grand Final
| 6. September 15:15 | North Sydney Bears                                                         | 35 : 3         | Glebe             | Sydney Cricket Ground, Sydney Zuschauer: 15.000 Schiedsrichter: Tom McMahon Sr. |
| 6. September 15:15 | Versuche: Blinkhorn (2), Horder (2), Rule, Peters Erhöhungen: Horder (7/8) | (10:0) Bericht | Versuche: Summers | Sydney Cricket Ground, Sydney Zuschauer: 15.000 Schiedsrichter: Tom McMahon Sr. |

| 1  | Norm Proctor     |
| 2  | Harold Horder    |
| 3  | Herman Peters    |
| 4  | Frank Rule       |
| 5  | Cecil Blinkhorn  |
| 6  | Roderick Hodgins |
| 7  | Duncan Thompson  |
| 8  | Wally Hancock    |
| 9  | Jack Ives        |
| 10 | Reg Farnell      |
| 11 | Reuben Baker     |
| 12 | George Green     |
| 13 | James Pye        |

| 1  | Ron Stapleton   |
| 2  | Charlie Ogle    |
| 3  | Tommy James     |
| 4  | Eddie Summers   |
| 5  | Jack Toohey     |
| 6  | William Stirton |
| 7  | Bill Benson     |
| 8  | Albert Gray     |
| 9  | Frank Burge     |
| 10 | Tom McGrath     |
| 11 | Jack Redmond    |
| 12 | Walter Haddock  |
| 13 | Laidley Burge   |